# Juan Bautista de Mesa
Juan Bautista de Mesa (Antequera, 1547 - íd. 1620) fue un poeta, traductor y humanista español del manierismo, perteneciente a la Escuela antequerano-granadina.

## Vida
Era hijo del escribano de Antequera Rodrigo Alonso de Mesa y de doña Ana de Baena, y nació el mismo año que Miguel de Cervantes. Estudió humanidades en la academia de Juan de Vilches. Al fallecer su padre en 1602, le sucedió como escribano. Conocía personalmente a la mayoría de los poetas de la escuela antequerano-granadina (Pedro Espinosa, Rodrigo de Carvajal, Cristobalina Fernández, Agustín de Tejada, Luis Martín de la Plaza etcétera) y muchos de ellos le pidieron poemas o prosas preliminares para encomendar sus libros, o  para obras devotas o relaciones de sucesos y otras de circunstancias; otros textos y poemas se encuentran dispersos en distintos manuscritos, en las justas poéticas en que participó en Córdoba (1615) y Sevilla (1616), en las dos ediciones de la antología de Pedro Espinosa Flores de poetas ilustres de España (1605 y 1611) y en el posterior Cancionero antequerano de Ignacio Toledo y Godoy; en total, ocho sonetos, un madrigal, una canción y un romance. Pese a la menguada obra que ha subsistido, era sin embargo uno de los mejor considerados poetas de la escuela.
Tradujo del latín una obra filosófica del neoestoicismo, el Libro de la constancia del humanista Justo Lipsio, sobre ética política, y la publicó en Sevilla, en 1616. Según Nicolás Antonio publicó también un ars moriendi de parecida inspiración, Tránsito para la muerte, y sus descendientes conservaban varios manuscritos de otras obras suyas, del género tratado, hoy también perdidos. Es muy conocido también su romance sobre la Peña de los enamorados.
Un ejemplo de su hacer poético puede ser este elegante soneto sobre el mito de Dafne y Apolo, ya tratado por Garcilaso de la Vega:

Esparcido el cabello de oro al viento, / Dafne, con blanca si ligera planta, / huye más bella y presta que Atalanta, / del rubio dios que va en su seguimiento. / Tal vez él le permite el vencimiento, / temiendo de ofender belleza tanta; / tal, por gozarla, tanto se adelanta, / que ella siente a la espalda ya su aliento. / Mas, al fin de tan áspera fatiga, / Apolo ve que Dafne en laurel verde / esconde su figura y se transforma. / Mayor mal temo yo de mi enemiga: / que, si la sigo y su figura pierde, / en duro mármol mudará su forma.

## Obras
- Tres poemas en la antología de Pedro Espinosa, Primera parte de las Flores de poetas ilustres de España, Valladolid, Luis Sánchez, 1605
- Trad. de Justo Lipsio, Libro de la Constancia de Justo Lipsio..., Sevilla, Matías Clavijo, 1616.